# Herzogtum Oels

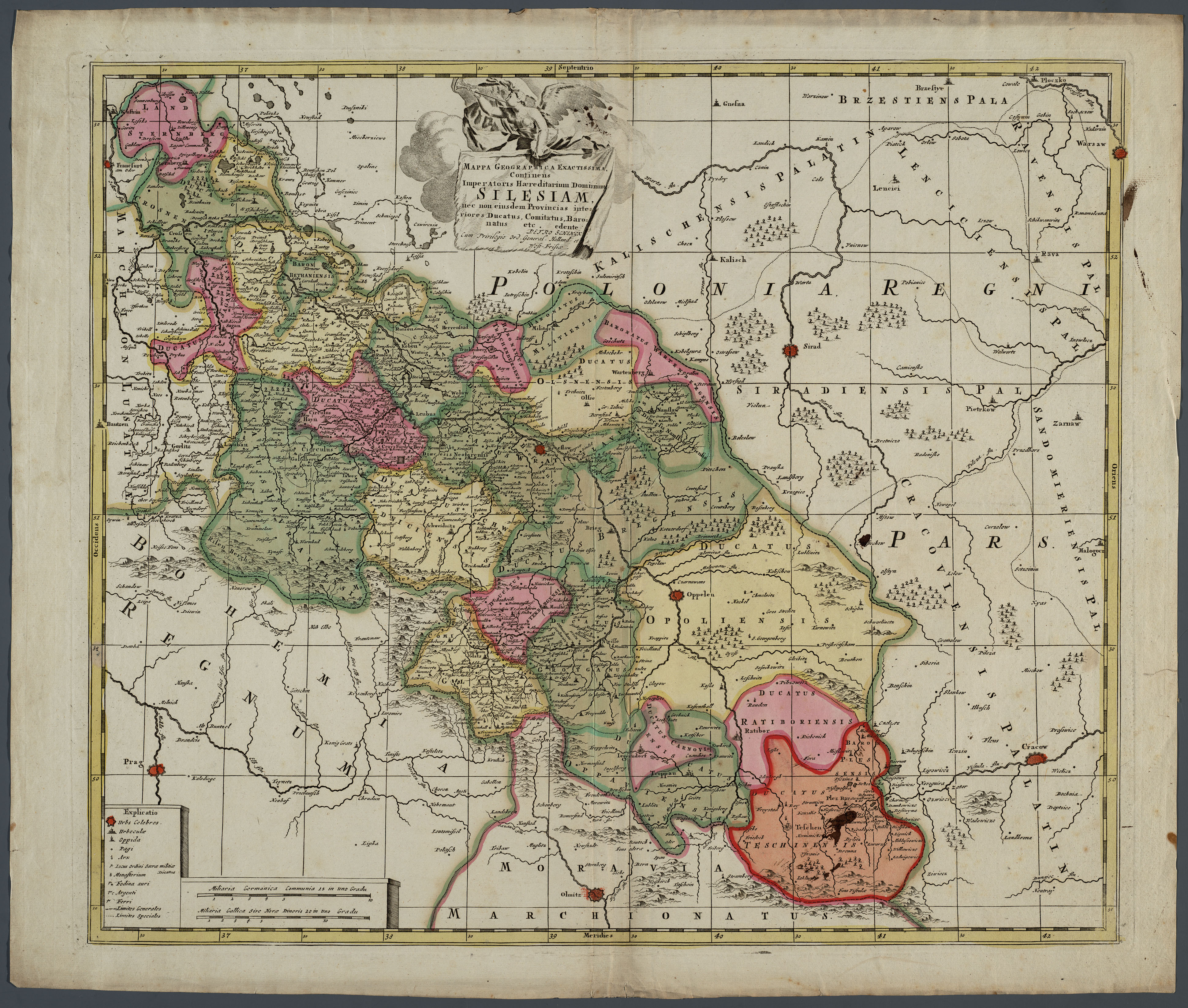
Herzogtum Oels (gelb eingefärbte Region, zentral oben), Schlesienkarte von Petrus Schenk d. Ä., 1710

Das Herzogtum Oels entstand 1312 durch Teilung des Herzogtums Glogau. Herzog Konrad I. übergab es 1329 als ein Lehen an die Krone Böhmen, die 1526 an die Habsburger gelangte in deren Eigenschaft als Könige von Böhmen. Das Herzogtum wurde bis 1492 vom Glogauer Zweig der Schlesischen Piasten, von 1495 bis 1647 vom Münsterberger Zweig der Herren von Podiebrad regiert. 1649 gelangte es durch Heirat an das Haus Württemberg, von dem es 1792 an die Welfen fiel. Nach dem Ersten Schlesischen Krieg gehörte es ab 1742 zu Preußen. Residenzort war die gleichnamige Stadt Oels (heute Oleśnica in der Woiwodschaft Niederschlesien in Polen).

## Unter den Schlesischen Piasten (1312–1492)

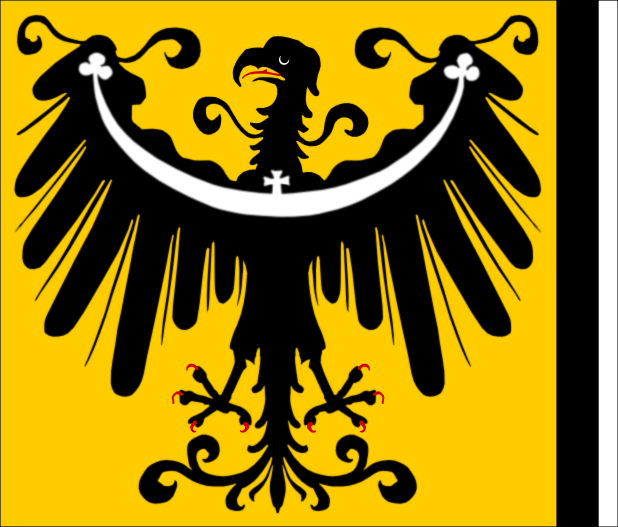
Banner Konrad des Weißen von Oels

Nach dem Tod des Herzogs Heinrich III. von Glogau wurde das Herzogtum Oels für dessen Sohn Konrad I. geschaffen. Er wandte sich politisch Böhmen zu und huldigte 1329 dem König Johann von Luxemburg. Dadurch wurde das Gebiet als ein Lehen der Krone Böhmen unterstellt, was 1335 mit dem Vertrag von Trentschin bestätigt wurde. 1335 erwarb Konrad I. vom Breslauer Bischof Nanker Militsch mit Umgebung und 1339 vom Liegnitzer Herzog Boleslaw III. Bernstadt. Von seinem Schwager, dem Cosel-Beuthener Herzog Boleslaus erbte er 1355 das Herzogtum Cosel. Um dessen Herzogtum Beuthen wurde ein jahrelanger Erbstreit geführt, der erst nach dem Tod Konrads I. beigelegt wurde. Danach wurde seinem gleichnamigen Sohn Konrad II. als mütterliches Erbe 1369 halb Beuthen zugesprochen. Ein Jahr später erwarb Konrad II. vom Münsterberger Herzog Bolko III. einen Teil von Gleiwitz und 1379 Kanth und Umgebung. Wegen Überschuldung verkaufte ihm 1394 der Glogauer Herzog Heinrich VIII. „Sperling“ halb Steinau, dessen zweite Hälfte 1397 auch an Konrad II. gelangte.
Nach dem Tod des Herzogs Konrad II. 1403 erbte dessen einziger Sohn Konrad III. den Besitz. Er hinterließ 1413 die Söhne Konrad IV. „Senior“ († 1447), Konrad V. „Kanthner“ († 1439), Konrad VI. „Dechant“ († 1427), Konrad VII. „den alten Weißen“ und Konrad VIII. „den Jungen“ († 1444/47). Zunächst übernahm Konrad IV. „Senior“, für den das Herzogtum Bernstadt ausgegliedert wurde, die Vormundschaft über seine jüngeren Brüder. Auch nach der 1416 erfolgten formellen Teilung des väterlichen Erbes verwalteten die fünf Brüder ihre Gebiete teilweise gemeinsam. Da Konrad IV. „Senior“, Konrad VI. „Dechant“ und Konrad VIII. „der Junge“ jedoch dem geistlichen Stand angehörten, übten die Brüder Konrad VII. „der alte Weiße“ und Konrad V. „Kanthner“ faktisch die Regentschaft aus und waren deshalb Nutznießer der ererbten Besitzungen. Sie vereinbarten 1437 eine Gesamtbelehnung, die vom böhmischen Landesherrn bestätigt wurde. Dadurch sollte der Heimfall beim Tod des kinderlosen Herzogs Konrad VII. „des alten Weißen“ verhindert werden. Zwei Jahre später starb Konrad V. „Kanthner“, der die Söhne Konrad IX. „den Schwarzen“ und Konrad X. „den jungen Weißen“ hinterließ. Die Vormundschaft über sie übernahm ihr Onkel Konrad VII. „der alte Weiße“.
Nachdem der kinderlose Herzog Konrad VII. beabsichtigte, seine Gebietsanteile an die Herzöge von Sagan zu übertragen, obwohl dieses Vorhaben im Widerspruch zu der 1437 vereinbarten Gesamtbelehnung stand, wurde er 1450 von Konrad IX. „dem Schwarzen“ und dessen Bruder Konrad X. „dem jungen Weißen“ gefangen genommen und zum Rücktritt von der Regierung gezwungen. Anschließend verwalteten die beiden Brüder die Oelser Besitzungen bis zum Tod Konrads VII. im Jahre 1452 gemeinsam. Bei der anschließenden Teilung erhielt Konrad IX. die Stadt Oels sowie die oberschlesischen Gebiete von Beuthen und Cosel, während sein Bruder Konrad X. das Herzogtum Oels (ohne die Stadt Oels) sowie das Gebiet von Steinau und Wohlau erhielt. 1459 huldigten die Brüder dem böhmischen König Georg von Podiebrad. Nach dem Einfall des ungarischen Königs Matthias Corvinus in Schlesien huldigten sie 1469 diesem.
Nach dem Tod des Herzogs Konrad IX. 1471 erbte sein Bruder Konrad X. dessen Besitz. Um einer Enteignung durch den Gegenkönig Matthias Corvinus zuvorzukommen, verkaufte er seinen gesamten oberschlesischen Besitz dem Münsterberger Herzog Heinrich d. Ä. Dieser gab Hultschin und Krawarn sofort an seinen ältesten Bruder Boček weiter. 1474 gelang es Matthias, sich auch in Mittelschlesien festzusetzen, indem er in den Oelser Städten Wohlau und Militsch die Eventualhuldigung entgegennahm. Gleichzeitig verbriefte er der Kurfürstin Margaretha von Sachsen die versprochene Anwartschaft auf die Länder von Konrads X. Onkel Konrad VII. „des alten Weißen“. Daraufhin beabsichtigte der verschuldete Konrad X., die noch in seinem Besitz befindlichen Gebiete von Oels direkt an Margarethas Söhne Albrecht und Ernst zu verkaufen. Die Verhandlungen verhinderte König Matthias dadurch, dass er Konrads Schulden und als Gegenleistung Konrads Länder übernahm. Konrad, der sich verpflichten musste, nichts mehr zu veräußern, versprach er eine lebenslange Nutznießung seiner Länder. Nachdem Konrad X. jedoch 1489 ohne königliche Genehmigung die Stadt Steinau besetzte, übertrug Matthias Corvinus Konrads X. Gebiete seinem Sohn Johann Corvinus, starb aber nur ein Jahr später. Nachfolgend erhielt Konrad X. vom böhmischen Landesherrn Vladislav II. das Herzogtum Oels wieder zurück. Mit seinem Tod 1492 erlosch die Oelser Linie des Glogauer Zweigs der Schlesischen Piasten. Seine Besitzungen fielen als erledigtes Lehen an die Krone Böhmen heim.
1492/94 wurden die Freien Standesherrschaften Militsch, Wartenberg und Trachenberg aus dem Oelser Gebiet ausgegliedert.

## Unter dem Münsterberger Zweig der Herren von Podiebrad (1495–1647)

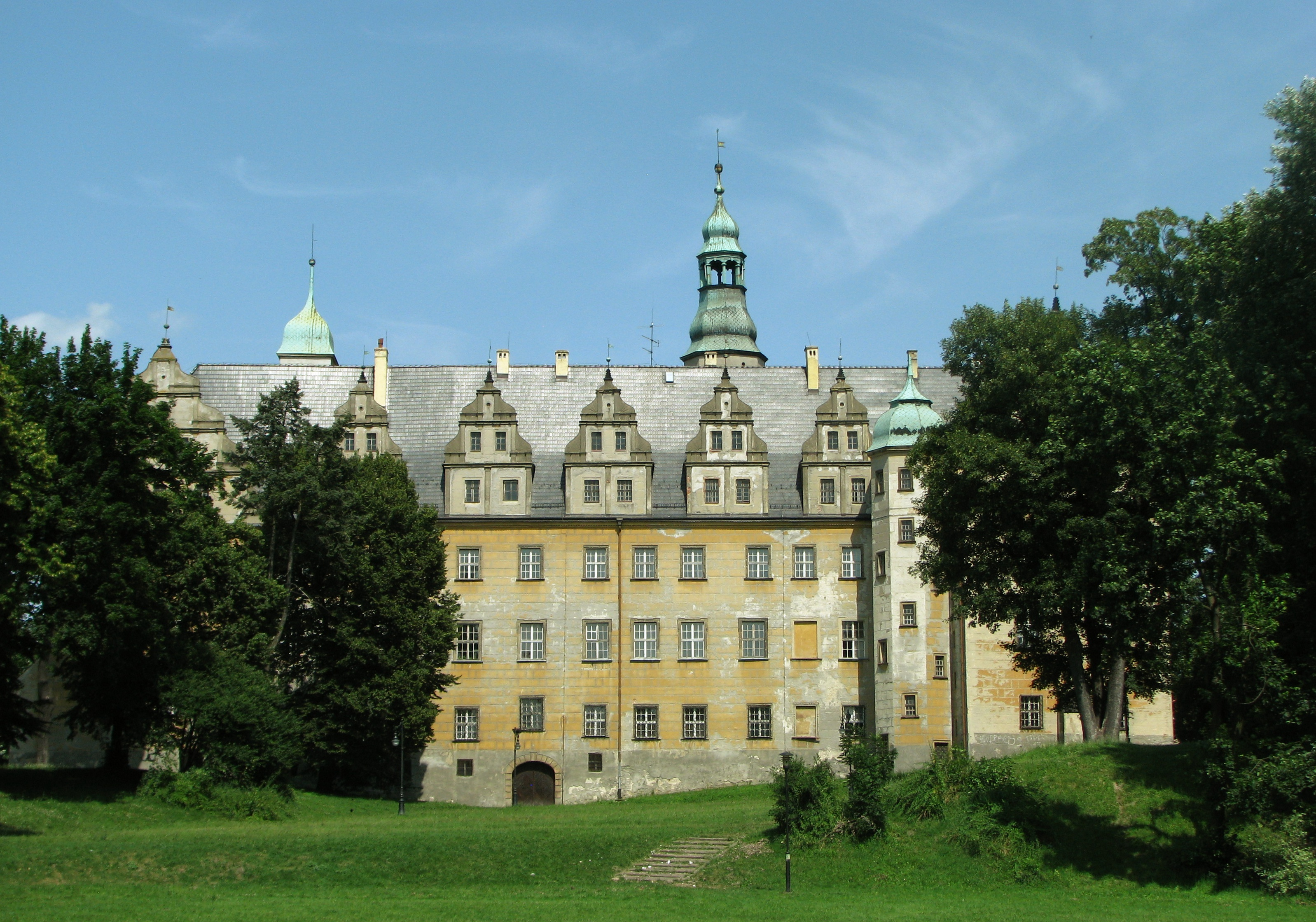
Schloss Oels

1492 kam es zwischen dem böhmischen König Vladislav II. und dem Herzog von Münsterberg und Grafen von Glatz Heinrich d. Ä., einem Sohn Georg von Podiebrads, zu Streitigkeiten um die böhmischen Herrschaften Podiebrad und Kostomlat. Diese beanspruchte der König nach dem Tod von Heinrichs gleichnamigem Bruder Heinrich d. J. für sich, obwohl sie testamentarisch für Heinrich d. Ä. bestimmt waren. 1495 musste Heinrich auf Podiebrad verzichten und erhielt mit einem am 28. April 1495 in Bautzen abgeschlossenen Vertrag, der auch für Heinrichs Söhne galt, zum Ausgleich das Herzogtum Oels als erbliches Lehen. Nach Heinrichs Tod 1498 regierten dessen Söhne Albrecht I. († 1511), Georg I. († 1501) und Karl I. gemeinsam. Der Letztere regierte nach dem Tod seiner Brüder ab 1511 bis 1536 allein. Mit Karls Enkel Herzog Karl Friedrich I. erlosch 1647 der Münsterberger Zweig der Herren von Podiebrad.

## Unter den Württembergern (1649–1792)

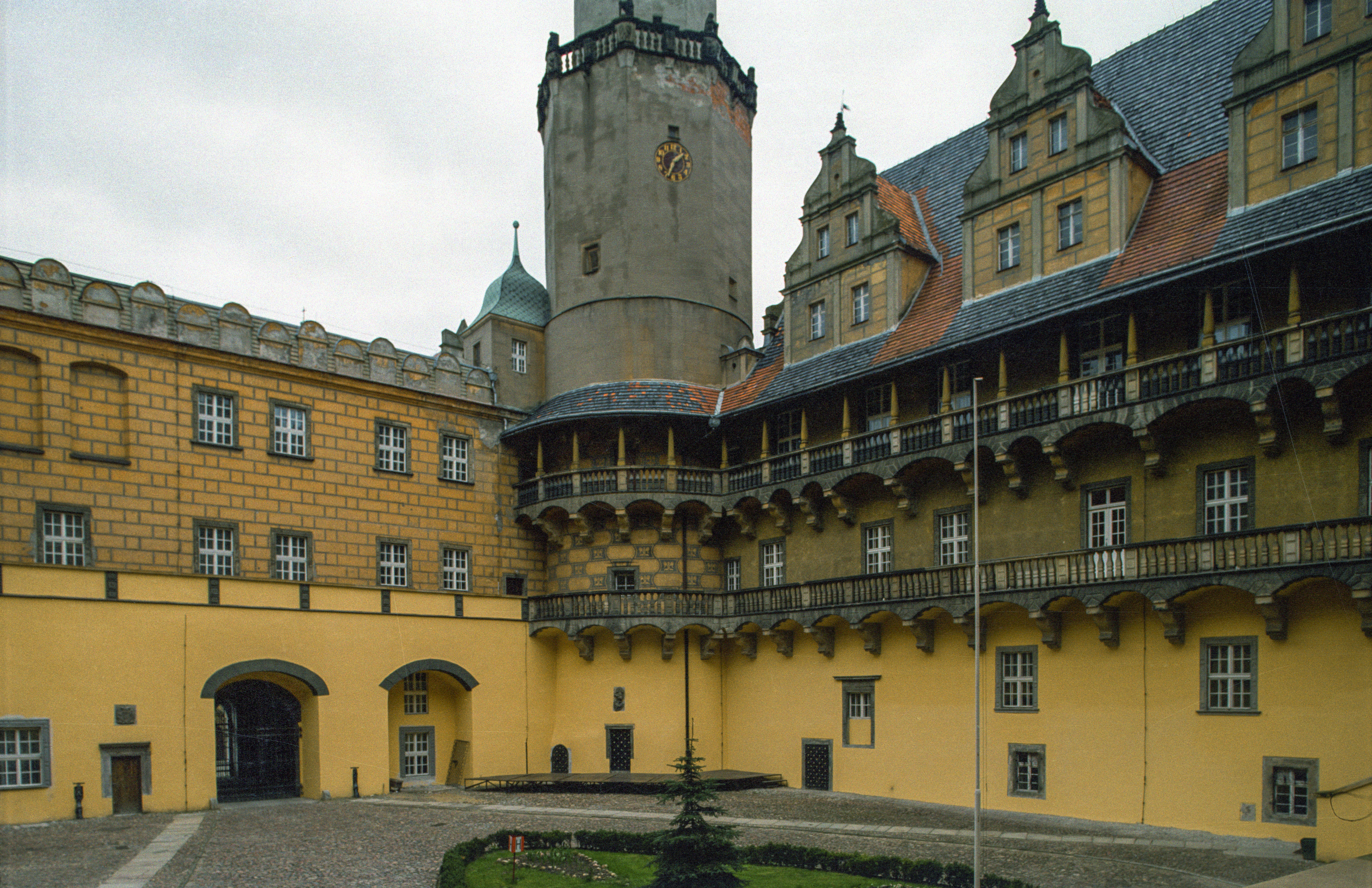
Schloss Oels, Innenhof

1649 gelangte das Herzogtum an den Schwiegersohn des letzten Oelser Podiebrad, Herzog Silvius Nimrod von Württemberg-Weiltingen, der dafür die mährische Herrschaft Jaispitz an Kaiser Ferdinand III., der zugleich König von Böhmen war, abtreten musste. Nimrod erhielt allerdings nicht die volle Souveränität, sondern mit Vertrag vom 16. Januar 1649 lediglich die Belehnung als Mediatfürstentum. Nach dem Ersten Schlesischen Krieg fiel 1742 die Lehnsherrschaft über das Herzogtum an Preußen. Nachfolgend verloren die Fürsten jede politische Bedeutung und waren fortan lediglich noch Grundbesitzer.
1744 übergab der Württemberger Karl Friedrich II. Oels an seinen Neffen Karl Christian Erdmann. Nach dessen Tod 1792 wurde sein Schwiegersohn, Friedrich August, Herzog zu Braunschweig-Lüneburg und Fürst von Braunschweig-Wolfenbüttel, mit Oels belehnt. Damit kam Oels an einen Zweig der Familie der Welfen.

## Unter den Welfen (1792–1884)
Nachdem Friedrich August kinderlos gestorben war, fiel Oels an dessen Neffen, den Fürsten Friedrich Wilhelm von Braunschweig-Lüneburg. Als Folge der 1807 durchgeführten preußischen Verwaltungsreform war der Herzog von Oels nur noch Titularherzog. Im Jahr 1809 beteiligte sich der Herzog an der Erhebung der Schwarzen Schar. Nach deren Niederschlagung floh er nach England. 1813 erhielt er die Herrschaft über Braunschweig zurück, die ihm durch den Einfall Napoleons genommen worden war. Von nun an blieb Oels 70 Jahre lang in Personalunion mit dem Herzogtum Braunschweig.

## Unter den Hohenzollern (1884–1945)
Als 1884 Herzog Wilhelm von Braunschweig ohne legitime Leibeserben starb, wurde das Herzogtum Oels aufgelöst. Den Privatbesitz vermachte Wilhelm testamentarisch seinem Neffen, dem damaligen sächsischen König  König Albert I., das Lehen fiel an Preußen zurück und war nachfolgend ein Thronlehen, dessen Besitzer der jeweilige preußische Kronprinz war. Besitzer des herzoglichen Schlosses und der Grundherrschaft Oels war bis zur Enteignung 1945 der letzte deutsche Kronprinz Wilhelm von Preußen (1882–1951).

## Die Herzöge von Oels

### Schlesische Piasten
- 1320–1366 Konrad I.
- 1366–1403 Konrad II.
- 1403–1412 Konrad III.
- 1412–1450 zeitweise gemeinsam: Konrad IV. „Senior“ († 1447), Konrad V. „Kanthner“ († 1439), Konrad VI. „Dechant“ († 1427), Konrad VII. „der alte Weiße“ († 1452) und Konrad VIII. „der Junge“ († 1444/47)
- 1450–1471 Konrad IX. „der Schwarze“
- 1471–1492 Konrad X. „der junge Weiße“

### Münsterberger Zweig der böhmischen Podiebrad
- 1495–1498 Heinrich I.
- 1498–1502 Georg I.
- 1498–1511 Albrecht I. und
- 1498–1536 Karl I.
- 1536–1542 gemeinsam: Joachim, Heinrich II., Johann und Georg II. von Münsterberg-Oels (Münsterberg 1542 an Herzog Friedrich II. von Liegnitz)
- 1542–1565 Johann von Münsterberg-Oels
- 1565–1617 Karl II.
- 1617–1647 Karl Friedrich I.

### Das Haus Württemberg-Weiltingen
- 1649–1664 Silvius I. Nimrod, Schwiegersohn Karl Friedrichs I.
- 1664–1668 Karl Ferdinand († 1669), Sohn Silvius Nimrods, in Oels und Bernstadt
- 1668–1697 Silvius II. Friedrich († 1697), Sohn Silvius Nimrods
- 1697–1704 Christian Ulrich I., Sohn Silvius Nimrods, in Oels und Juliusburg, 1668–1697 in Bernstadt
  - Julius Siegmund († 1684), Sohn Silvius Nimrods, 1668–1684 in Juliusburg
  - Karl († 1745), Sohn Julius Siegmunds, 1684–1697 in Juliusburg, 1697–1745 in Bernstadt
- 1704–1744 Karl Friedrich II. († 1761), Sohn Christian Ulrichs I., in Oels und Juliusburg
  - Christian Ulrich II., Sohn Christian Ulrichs I., 1704–1734 in Wilhelminenort
- 1744–1792 Karl Christian Erdmann, † 1792, Sohn Christian Ulrichs II., in Oels und Juliusburg, 1744–1792 in Wilhelminenort, 1745–1792 in Bernstadt

### Das Haus der Welfen (Braunschweig-Lüneburg)
- 1792–1805 Friedrich August I.
- 1805–1815 Friedrich Wilhelm I.
- 1815–1824 gemeinsam: Karl IV. (in Braunschweig II.) und Wilhelm
- 1824–1884 Wilhelm

1884 Auflösung des Herzogtums